# Il dubbio (film 1961)
Il dubbio (The Naked Edge) è un film del 1961 diretto da Michael Anderson.

## Trama
A seguito di una lettera di un mittente a lei sconosciuto Martha Radcliffe si convince che la fortuna di suo marito George non sia frutto del suo lavoro ma di un delitto da lui commesso.